# Bzip2
bzip2 és un algorisme de compressió de dades de codi obert i un programa escrit per Julian Seward. bzip2 es va fer públic per primer cop el juliol de 1996, en la versió 0.15. La seva estabilitat i popularitat varen créixer al llarg dels anys, i la versió 1.0 es va fer pública a finals del 2000.

## Compressió
bzip2 comprimeix la majoria d'arxius de forma més efectiva que els compressors tradicionals gzip o ZIP, però és més lent. Ara bé, atès que, d'acord amb la llei de Moore, el temps de processador és cada vegada menys important, compressors com bzip2 guanyen popularitat amb el temps. De fet, d'acord amb el seu autor, la popularitat del bzip2 és entre un 10% i un 15% del "millor" algorisme de compressió conegut (PPM), tot i que és gairebé el doble de ràpid en comprimir i sis vegades més ràpid en descomprimir.

## L'algorisme bzip2
bzip2 empra la transformada de Burrows-Wheeler per a convertir seqüències recurrents repetitives en cadenes de caràcters iguals. En bzip2 l'arxiu sense comprimir es divideix en blocs de la mateixa mida (que pot indicar-se a la línia d'ordres,) i en l'arxiu comprimit es marquen emprant seqüències de bits que deriven de la representació decimal de pi.
Originàriament, l'antecessor de bzip2, bzip, emprava codificació aritmètica després de la separació en blocs; això va haver de ser eliminat degut a la restricció imposada per la patent d'aquest mètode.

## bzip2 en GNU
En GNU, es pot emprar bzip2 en combinació o independentment del TAR: bzip2 arxiu per a comprimir i bzip2 -d  arxiu.bz2 per a descomprimir (en aquest cas també pot emprar-se l'àlies bunzip2)
Les opcions del bzip2 són gairebé les mateixes que les del gzip. Així, es poden extreure els arxius d'un arxiu tar comprimit emprant bzip2 emprant les comandes:
```
bzip2 -cd 
arxiu
.tar.bz2 | tar xvf -
```

Es pot crear un arxiu tar comprimit amb bzip2 emprant les comandes:
```
tar cvf - filenames | bzip2 -9 > 
arxiu
.tar.bz2
```

El tar de GNU inclou una opció -j que permet crear un arxiu .tar.bz2 d'un sol cop:
```
tar -cvjf 
arxius
.tar.bz2 
llista-d'arxius
```

Per descomprimir un arxiu tar comprimit amb bzip2 i extreure'n els arxius es pot emprar la comanda:
```
tar -xvjf 
arxiu
.tar.bz2
```